# Holm (Troms)
Holm es un pueblo del municipio de Dyrøy en Troms, Noruega. Se localiza en la costa este de la isla de Dyrøya.  Es sede de la iglesia de Dyrøy.